# Coronil·la
Coronil·la (Coronilla) és un gènere de plantes amb flors de la família Fabaceae, Els noms comuns són carolina, coronil·la o senet bord.

## Característiques
Aquest gènere comprèn espècies herbàcies i arbustives. És originari de les regions temperades del Vell Món. Als Països Catalans són autòctones les espècies següents:Coronilla scorpioides, C. repanda, C. juncea, C. minima, C. emerus (senet bord) i C. valentina.
Algunes espècies que abans formaven part d'aquest gènere, han sigut reclassificades, com la coroneta rosa (C. varia) que ara és la (Securigera varia) i la ginestera borda (C. emerus) que ara rep el nom de Hippocrepis emerus.

## Taxonomia
- Coronilla atlantica (Boiss. & Reut.) Boiss.
- Coronilla coronata L.
- Coronilla iberica L. (= Coronilla cappadocica i Securigera orientalis)
- Coronilla juncea L.
- Coronilla minima L.
- Coronilla ramosissima (Ball) Ball
- Coronilla repanda (Poir.) Guss.
- Coronilla scorpioides (L.) W.D.J.Koch
- Coronilla vaginalis L.
- Coronilla valentina L.
- Coronilla viminalis Salisb.